# Martwa natura ze srebrnym kubkiem
Martwa natura ze srebrnym kubkiem (niderl. Stilleven met metalen beker en liggende roemer op een tafel) – obraz olejny, namalowany przez holenderskiego malarza Simona Luttichuysa przed 1661, znajdujący się w zbiorach Muzeum Pałacu Króla Jana III w Wilanowie. 
Autorstwo obrazu budziło wątpliwości, przypisywano go Willemowi Hedzie i Thiérry’emu de Massowi, jednak odczytanie sygnatury przesądza o atrybucji obecnej.

## Opis
Obraz Luttichuysa przedstawia martwą naturę ze srebrnym kubkiem, nożem z perłowym trzonkiem i jasnym bochenkiem chleba – wszystko to znajduje się na srebrnej tacy umieszczonej na aksamitnym ciemnozielonym obrusie. Swobodnie rozmieszczone przedmioty ujęte są w jasną i wyciszoną kompozycję na neutralnym i umownym ciemnym tle. Uderzająca jest oszczędność środków wyrazu i stonowana kolorystyka obrazu. Promienie światła skośnie padające na przedmioty wydobywają je z półcienia i stanowią o ich charakterystyce optycznej. Kubek, nóż, chleb, taca i obrus zależnie od swej struktury i koloru, inaczej chwytają promienie światła. Sugestię plastyczności wzmaga intensyfikacja blasku w miejscach wzajemnych odbić sreber i nadzwyczajne zdyscyplinowanie lśnień. Simon Luttichuys dodaje matowego blasku perłowemu trzonkowi noża, zaciemniając jego ostrze i wzmacnia wrażenie, pogrążając w mroku srebrny kubek.